# Parascorpaena maculipinnis
Parascorpaena maculipinnis és una espècie de peix pertanyent a la família dels escorpènids.

## Descripció
- Fa 5 cm de llargària màxima.[6][7]

## Hàbitat
És un peix marí, associat als esculls de corall i de clima subtropical.

## Distribució geogràfica
Es troba a Austràlia, el Japó (incloent-hi les illes Ryukyu) i Moçambic.

## Costums
És bentònic.

## Observacions
És inofensiu per als humans.